# Монтемитро
Монтемитро (итал. Montemitro) или Мундимитар (свм. Мундимитар / Mundimitar) је насеље у Италији у округу Кампобасо, региону Молизе.
Према процени из 2011. у насељу је живело 454 становника. Насеље се налази на надморској висини од 483 м.

## Становништво
| 1931. | 1936. | 1951. | 1961. | 1971. | 1981. | 1991. | 2001. | 2011. |
| ----- | ----- | ----- | ----- | ----- | ----- | ----- | ----- | ----- |
| 935   | 915   | 906   | 874   | 749   | 624   | 554   | 468   | 454   |